# オリヴィエロ・ファビアーニ
オリヴィエロ・ファビアーニ（Oliviero Fabiani、1990年7月13日 - ）は、プロ14ゼブレに所属するラグビーユニオン選手。

## プロフィール
- イタリア・ローマ出身。
- ポジションはフッカー(HO)。
- 身長 180cm、体重 98kg
- イタリア代表キャップは10（2021年1月現在）でラグビーワールドカップ2019のイタリア代表に選ばれた[1]。
- 7人制イタリア代表に選ばれたことがある。

## 略歴
ラツィオを経て、2014年、ゼブレに加入。